# Unione Sportiva Ardens 1939-1940
Questa voce raccoglie le informazioni riguardanti l'Unione Sportiva Ardens nelle competizioni ufficiali della stagione 1939-1940.

## Rosa
| N. |                   | Ruolo | Calciatore          |
| -- | ----------------- | ----- | ------------------- |
|    | Italia (bandiera) | C     | M. Agazzi           |
|    | Italia (bandiera) | A     | A. Ambrosini        |
|    | Italia (bandiera) | C     | Luigi Barcella      |
|    | Italia (bandiera) | C     | Vittorio Barcella   |
|    | Italia (bandiera) | C     | Ercole Belloli      |
|    | Italia (bandiera) | A     | Mario Belloli       |
|    | Italia (bandiera) | D     | Francesco Bettoni   |
|    | Italia (bandiera) | A     | M. Bonalumi         |
|    | Italia (bandiera) | A     | Vittorio Capelletto |
|    | Italia (bandiera) | C     | Luigi Colombi       |
|    | Italia (bandiera) | A     | G. Ferrari          |
|    | Italia (bandiera) | A     | I. Galliani         |
|    | Italia (bandiera) | D     | Eugenio Gelmi       |

| N. |                   | Ruolo | Calciatore          |
| -- | ----------------- | ----- | ------------------- |
|    | Italia (bandiera) | P     | Pietro Lecchi       |
|    | Italia (bandiera) | D     | G. Lorenzi          |
|    | Italia (bandiera) | P     | Francesco Maestroni |
|    | Italia (bandiera) | D     | Luigi Morlacchi     |
|    | Italia (bandiera) | P     | E. Noferi           |
|    | Italia (bandiera) | D     | Ezio Pedroni        |
|    | Italia (bandiera) | C     | Cesare Pelliccioli  |
|    | Italia (bandiera) | D     | Gabriele Radici     |
|    | Italia (bandiera) | A     | Attilio Renica      |
|    | Italia (bandiera) | A     | Umberto Renica      |
|    | Italia (bandiera) | A     | Giuseppe Spreafico  |
|    | Italia (bandiera) | D     | Walter Trapani      |